# Странґаліна вузькотіла
Петлівка тонка (Strangalina attenuata Linnaeus, 1758)  — вид жуків з родини Вусачі.
Синоніми: 
- Strangalina attenuata (Linnaeus, 1758)
- Leptura (Typocerus) attenuata (Linnaeus) Picard, 1929
- Leptura quadrifasciata (Linnaeus) Bechstein, 1804)

## Поширення
S. attenuata — входить до складу групи транспалеарктичних видів у палеарктичному зоогеографічному комплексі.
Петлівка тонка широко розповсюджена у лісовій і лісостеповій зонах України. В Карпатах вид трапляється у передгір'ях, і тільки на південно-західному макросхилі заходить в пояс букових лісів.

## Екологія
Комахи зустрічаються на квітах моркви дикої (Daucus carota L.), деревію та ін. Виліт жуків спостерігається на початку липня і триває до кінця серпня. Личинка заселяє різноманітні листяні породи дерев.

## Морфологія

### Імаго
S. attenuata — жук середніх розмірів. Довжина тіла коливається від 10 до 17 мм. Передньоспинка з сильно витягнутими в сторони дуже загостреними задніми кутами. Надкрилля дуже вузькі, витягнуті (особливо у самців), на вершині косо зрізані. Відросток передньогрудей короткий, загострений, средньогрудний — широкий. 5-е черевне кільце довге, циліндричне. Задні лапки дуже довгі, з чітко помітним 4-м члеником. Загальний фон тіла чорний. Надкрила червоно-рудого кольору з трьома чорними перев'язями і вершиною. Ноги, вусики, частина (♀) або все черевце (♂) рудого кольору. Часто ноги та вусики частково затемнені.

### Личинка
У личинки з кожної сторони голови по одному очку. Вусики короткі, 3-членикові. Пронотум в основній половині зморшкуватий. З боків евстернуму є плями мікроскопічних шипиків. Ґранульовані мозолі черевця, майже, не оточені мікроскопічними шипиками. Довжина — близько 18 мм, ширина — 4 мм.

## Життєвий цикл
Генерація триває 1-2 роки.